# Gare de Port-Brillet
Gare de Port-Brillet – przystanek kolejowy w Port-Brillet, w departamencie Mayenne, w regionie Kraj Loary, we Francji.
Jest stacją Société nationale des chemins de fer français (SNCF), obsługiwanym przez pociągi TER Pays de la Loire kursujących między Le Mans, Laval i Rennes.